# نيونان
نيونان (بالإنجليزية: Newnan, Georgia)‏ هي مدينة تقع في مقاطعة كوويتا، جورجيا بولاية جورجيا في الولايات المتحدة. تبلغ مساحة هذه المدينة 46.9 (كم²)، وترتفع عن سطح البحر 296 م، بلغ عدد سكانها 33039 نسمة في عام 2010 حسب إحصاء مكتب تعداد الولايات المتحدة.

## أعلام
- ويليام ييتس أتكينسون
- ألن جاكسون
- بيل أيرز
- ستيف يونغ
- ويل سميث
- ناتالي بلوسكوتا
- هيو بوكانان
- ويليام ك. رايت
- كالفين جونسون

## وصلات خارجية
- Cities & Counties - Georgia.gov